# Alba Flores
Alba González Villa (Madrid, 27 de octubre de 1986), conocida como Alba Flores, es una actriz española. Es conocida por interpretar al personaje de Saray Vargas, en la serie Vis a Vis (2015), a Nairobi, en La casa de papel (2017), y a Caterina, en Sagrada familia (2022-2023) 

## Biografía y carrera
Alba González Villa nació el 27 de octubre de 1986 en Madrid, España, siendo hija del músico y compositor Antonio Flores, y de la productora y directora de teatro Ana Villa; así como sobrina de las cantantes Lolita Flores y Rosario Flores, nieta de la actriz y cantante Lola Flores, y el cantante y compositor El Pescaílla, prima de la actriz Elena Furiase, sobrina nieta de la cantante Carmen Flores, y sobrina segunda del exfutbolista y entrenador Quique Sánchez Flores.
Inició sus estudios actorales a los trece años de edad. En 2005, hizo su debut cinematográfico apareciendo en la película El Calentito. Un año después, participó en la serie de televisión El comisario. En 2008, consiguió un papel en la serie de Antena 3 El síndrome de Ulises. A finales de ese mismo año comenzó el musical Enamorados anónimos.
En 2009, grabó el tema de su padre No puedo enamorarme de ti, para la banda sonora de la película de Roberto Santiago Al final del camino, protagonizada por Malena Alterio y Fernando Tejero.
En 2013, estrenó en la cadena Antena 3, la serie El tiempo entre costuras en la que da vida al personaje de Jámila. En 2014, participó en un capítulo de la serie de TVE Cuéntame como Chelo, una importante testigo de una trama de policías corruptos. En 2015, pasó a formar parte de la nueva serie de Antena 3 Vis a vis donde interpreta a Saray Vargas, una joven de etnia gitana que se enfrenta a una pena de 5 años de cárcel por asalto con violencia.
En 2016, hizo su debut teatral en el teatro María Guerrero de Madrid, interpretando un papel de La rosa tatuada, de Tennessee Williams, con dirección de Carme Portaceli.

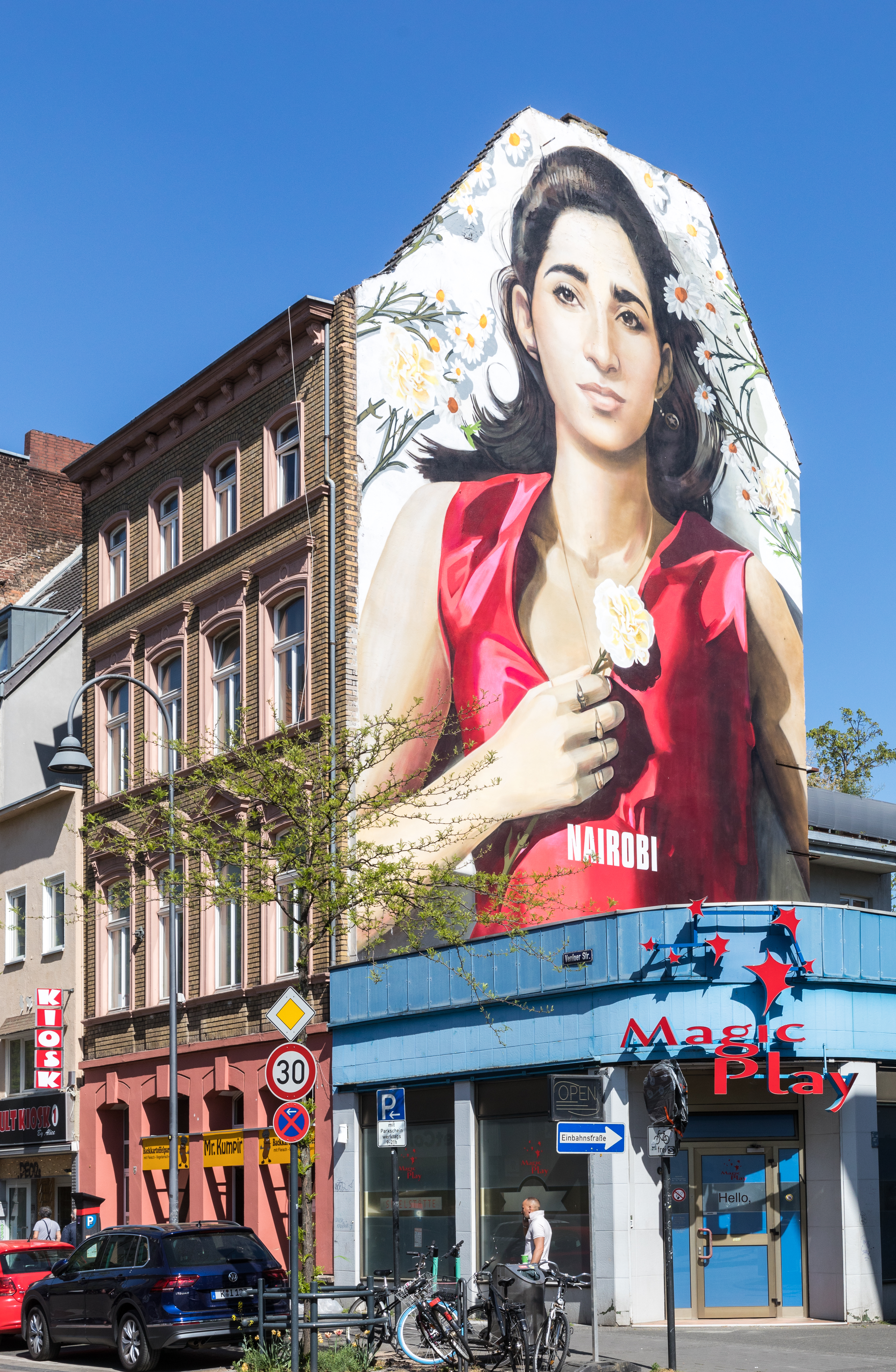
Mural de Nairobi en Ehrenfeld, Colonia, Alemania.

En 2017, estrenó en Antena 3 la serie La casa de papel en la que interpreta a Ágata Jiménez, alias «Nairobi», cómo uno de los papeles protagonistas. Tras la compra de la serie por parte de Netflix, se convirtió en un gran éxito mundial, renovando la serie por varias temporadas más. Gracias al éxito de la serie, la actriz se ha convertido en una de las caras más conocidas en el mundo interpretativo a nivel mundial, además de haber sido nominada en los Premios Feroz como mejor actriz de reparto en una serie o en los Premios de la Unión de Actores como mejor actriz secundaria de televisión.
En 2019, participó en la obra de teatro La excepción y la regla de Bertolt Brecht en el Teatro del Barrio, primera obra de teatro presentada por «la extraña compañía», compañía de teatro fundada por ella misma junto a otros miembros del ámbito teatral.
En 2021, se unió como secundaria a la serie de TNT España Maricón perdido, donde interpreta a Lola.

### Filantropía
En 2020, participó en el cartel de la campaña Go Veg de PETA latino. Dicha campaña dirigida contra los llamados mercados mojados de China y el peligro que suponen por la transmisión de enfermedades zoonóticas. La actriz reconoció públicamente su conversión al vegetarianismo.

## Filmografía

### Películas
| Año  | Título                    | Personaje     | Director                |
| ---- | ------------------------- | ------------- | ----------------------- |
| 2005 | El Calentito              | Amaya         | Chus Gutiérrez          |
| 2006 | Los managers              | Chica casting | Fernando Guillén Cuervo |
| 2015 | La memoria del agua       | Carmen        | Matías Bize             |
| 2021 | Las cartas perdidas       | Ella misma    | Amparo Climent          |
| 2023 | Te estoy amando locamente | Lole          | Alejandro Marín         |

### Series de televisión
| Año       | Título                   | Cadena                | Personaje               | Notas        |
| --------- | ------------------------ | --------------------- | ----------------------- | ------------ |
| 2006      | El comisario             | Telecinco             | Sohara                  | 1 episodio   |
| 2008      | El síndrome de Ulises    | Antena 3              | Arabia Salazar          | 1 episodio   |
| 2013      | Vicente Ferrer           | La 1 de TVE           | Shamira                 | Telefilme    |
| 2013      | El tiempo entre costuras | Antena 3              | Jámila                  | 5 episodios  |
| 2014      | Cuéntame cómo pasó       | La 1 de TVE           | Chelo                   | 1 episodio   |
| 2015-2019 | Vis a vis                | Antena 3 / FOX España | Saray Vargas de Jesús   | 39 episodios |
| 2017-2021 | La casa de papel         | Antena 3 / Netflix    | Ágata Jiménez «Nairobi» | 40 episodios |
| 2020      | Vis a vis: El oasis      | FOX España            | Saray Vargas de Jesús   | 1 episodio   |
| 2021      | Maricón perdido          | TNT España            | Lola                    | 4 episodios  |
| 2022-2023 | Sagrada familia          | Netflix               | Caterina                | 16 episodios |
| 2023      | Romancero                | Prime Video           | Tábata                  | 3 episodios  |
| 2025      | Punto Nemo               | Prime Video           | Nazareth                | 6 episodios  |

### Teatro
| Año  | Título                            | Autor                                                      | Director        |
| ---- | --------------------------------- | ---------------------------------------------------------- | --------------- |
| 2016 | La rosa tatuada                   | Tennessee Williams                                         | Carme Portaceli |
| 2016 | Drac Pack                         | Najwa Nimri, Emilio Tomé y Carlos Dorrego                  | Fernando Soto   |
| 2017 | Troyanas                          | Eurípides, versión de Alberto Conejero                     | Carme Portaceli |
| 2019 | La excepción y la regla           | Bertolt Brecht                                             | Catalina Lladó  |
| 2021 | Shock 2 (La Tormenta y la Guerra) | Albert Boronat, Juan Cavestany, Andrés Lima y Juan Mayorga | Andrés Lima     |
| 2024 | 1936                              | Albert Boronat, Juan Cavestany, Andrés Lima y Juan Mayorga | Andrés Lima     |

## Premios y reconocimientos
| Año  | Premios                        | Categoría                                                       | Película                         | Resultado | Ref.   |
| ---- | ------------------------------ | --------------------------------------------------------------- | -------------------------------- | --------- | ------ |
| 2015 | Premios Ondas                  | Mejor intérprete femenino en ficción (ex aequo elenco femenino) | Vis a vis                        | Ganadora  | [ 6 ]  |
| 2016 | Premios de la Unión de Actores | Mejor actriz secundaria de televisión                           | Vis a vis                        | Nominada  | [ 7 ]  |
| 2017 | Premios Feroz                  | Mejor actriz de reparto en una serie                            | Vis a vis                        | Nominada  | [ 8 ]  |
| 2017 | Premios de la Unión de Actores | Mejor actriz secundaria de televisión                           | Vis a vis                        | Ganadora  |        |
| 2018 | Premios Iris                   | Best Actriz                                                     | Vis a vis                        | Nominada  |        |
| 2018 | Premios de la Unión de Actores | Mejor Actriz Secundaria                                         | Troyanas                         | Nominada  | [ 9 ]  |
| 2018 | Premios Feroz                  | Mejor actriz de reparto en una serie                            | La Casa de Papel                 | Nominada  |        |
| 2018 | Premios de la Unión de Actores | Mejor actriz secundaria de televisión                           | La Casa de Papel                 | Nominada  |        |
| 2019 | Premios Iris                   | Mejor Actriz                                                    | La Casa de Papel                 | Ganadora  | [ 10 ] |
| 2019 | Premios de la Unión de Actores | Mejor Actriz Protagonista                                       | La Casa de Papel                 | Nominada  |        |
| 2019 | Premios MiM                    | Mejor Actriz                                                    | La Casa de Papel                 | Nominada  | [ 11 ] |
| 2019 | Premios Zapping                | Mejor Actriz                                                    | La Casa de Papel                 | Nominada  |        |
| 2019 | Fotogramas de Plata            | Mejor Actriz de Teatro                                          | La Excepcion Y La Regla          | Nominada  | [ 12 ] |
| 2020 | Premios de la Unión de Actores | Best Lead Actress in a Television Series                        | La casa de papel                 | Nominada  |        |
| 2020 | Premios Feroz                  | Mejor actriz de reparto en una serie                            | La casa de papel                 | Nominada  | [ 13 ] |
| 2020 | Premios Platino                | Mejor Actriz Secundaria                                         | La casa de papel                 | Ganadora  | [ 14 ] |
| 2021 | Premios Fotogramas de Plata    | Mejor actriz de teatro                                          | Shock 2. La tormenta y la guerra | Ganadora  | [ 15 ] |

- Premio Rayo Verde de la Academia de Cine y Greenpeace (2025)